# ARM Netzahualcóyotl (D-102)
El ARM Netzahualcóyotl (D-102) es un destructor de la clase Quetzalcóatl, es uno de los dos destructores en la Armada de México. El ARM Netzahualcóyotl era originalmente el USS Steinaker (DD-863), un destructor de la Clase Gearing. México compró el Netzahualcóyotl a la Armada de los Estados Unidos en 1982, y la Armada de México lo acondicionó: construyó al barco un helipuerto y un sistema antisubmarino de misiles ASROC. El ARM Netzahualcóyotl se utiliza en las misiones de interdicción marítima y entrenamiento en el combate al narcotráfico marítimo para los cadetes de la Academia Naval Mexicana. Anualmente navegaba de México hasta San Francisco, California. La Armada de México le otorgó el nombre de ARM Nezahualcóyotl en honor al antiguo monarca de la ciudad-estado de Texcoco en el México precolombino.
En 2013 se anunció su retiro debido a su obsolescencia y al alto coste de su mantenimiento.